# Nicolau Tolentino de Almeida
Nicolau Tolentino de Almeida (Lisbona, 1748 – 1811) è stato uno scrittore portoghese.

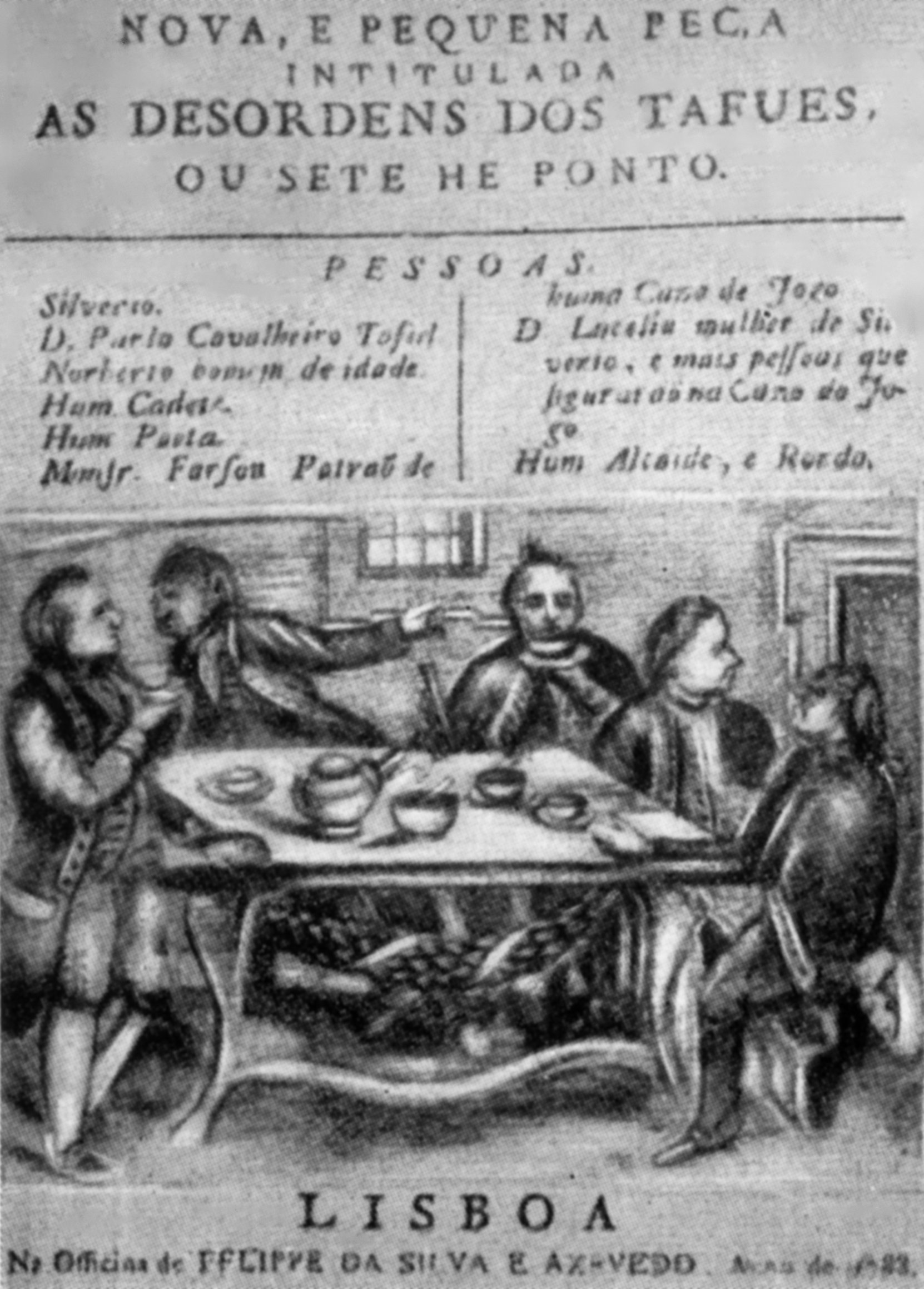
Frontespizio dell'opera di Nicolau Tolentino

Noto insegnante di retorica a Lisbona, fu segretario all'Interno.
Scrittore poliedrico, fu uno dei più fecondi autori satirici della sua epoca. Nel 1790 entrò nella Nuova Arcadia, accademia letteraria portoghese fondata a Lisbona da António Dinis da Cruz e Silva nel 1756 col nome di Arcadia Lusitana.